# Tisjri
Tisjri (ook wel tisjrie; Hebreeuws: תִּשְׁרֵי, ook wel תִּשְׁרִי) is de eerste maand van het joodse jaar (gebaseerd op de Misjna). Het is echter volgens de Thora de zevende maand van het joodse jaar, geteld vanaf 1 nisan, waarin het Pesachfeest wordt gevierd ter herinnering aan de uittocht van Egypte. De maand telt 30 dagen.
Deze maand valt ongeveer samen met de tweede helft van september en de eerste helft van oktober van de gregoriaanse kalender.
Vijf feesten vallen in de maand tisjri:
- 1 en 2 - Rosj Hasjana, Nieuwjaar
- 1-10 - Aseret Jemé Tesjoewa, Tien Dagen van Inkeer
- 10 - Jom Kipoer, Grote Verzoendag
- 15-21 - Soekot, Loofhuttenfeest
- 22 en 23 - Simchat Thora, Vreugde van de Wet